# فانيت (شبكة)

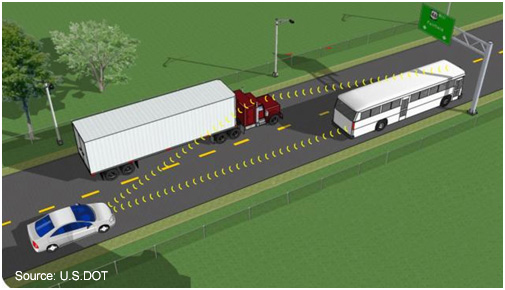

شبكة الفانيت (بالإنجليزية:  Vehicular Ad-Hoc Network VANET)‏، هي التكنولوجيا التي تستخدم سيارات متحركة في الشوارع (مدن أو خطوط سريعة) كالعقد في شبكة لاسلكية لإنشاء شبكة لاسلكية متنقلة. تقوم شبكة Vehicular ad-hoc بتحويل كل سيارة مشاركة في الشبكة إلى موجه لاسلكيRouter أو عقدة لاسلكية node، مما يسمح للسيارات تبعد عن بعضها البعض ما يقرب من 100 حتي 300 متر للتواصل، وبالتالي، إنشاء شبكة اتصال مع مجموعة واسعة النطاق. تصبح بعض السيارات ونتيجة الحركة (mobility) خارج نطاق إشارة الاتصال وبالتالي يتسبب هذا بالانقطاع عن الشبكة، ولكن من الممكن ان تأتي سيارات أخرى تنظم للشبكة وتقوم بربط المركبات مع بعضها البعض بحيث يتم إنشاء اتصال إنترنت عبر هذه الشبكة المتنقلة. وتشير التقديرات إلى أن الأنظمة الأولى التي سوف تدمج هذه التكنولوجيا ستكون من سيارات الشرطة وسيارات الإطفاء والطوارئ للتواصل مع بعضهم البعض لأغراض السلامة. مغ ذلك نشهد في هذه الأيام بعض المشاريع التي تنفذ فكرة التاكسي الذكي، وهي فكرة مرتبطة بال VANET.

## التطبيقات
معظم الأمور ذات الصلة بـ MANET هي مرتبطة بشكل ما بـ VANET، ولكنها تختلف في التفاصيل. فبدلا من أن تتحرك المركبات على نحو عشوائي كما هو الحال في MANET، المركبات تميل إلى التحرك في شكل منظم بأتباع قوانين الطريق مثل التوقف وتخفيف السرعة وتغيير الاتجاه. وأخيرا، السيارات تكون محدودة الحركة، فعلى سبيل المثال، تكون مقيدة باتباع الطريق المعبدة.
في عام 2006 مصطلح MANET كان يصف مجال بحث أكاديمي اما مصطلح VANET فأنه يصف مجال تطبيقات واعدة.
VANET توفر طيف واسع من الفوائد للمستخدمين مثلا وصل الإنترنت عالي السرعة بكمبيوتر السيارة يجعل السيارة تتواصل مع العالم عن طريق الويب. في حين أن مثل هذه الشبكة لا تشكل مخاوف تتعلق بالسلامة معينة (على سبيل المثال، لا يمكن للمرء أن يكتب رسالة بريد إلكتروني بأمان أثناء القيادة)، وهذا لا يحد من إمكانات VANET باعتبارها أداة الإنتاجية. أنها تسمح باسغلال الوقت (مثل الانتظار في طابور طويل) لإنجاز بعض المهام. يمكن الاستفادة من تقنيات تحديد المواقع جي بي اس من خلال ربطها بتقارير عن سير المركبات من أجل إيجاد أفضل طريق لمحل العمل. إضافة لربط تقنيات وخدمات الاتصال الصوتي عبر الإنترنت لتقليل تكاليف الاتصال بين الموظفين.

## تقنية
تقنيات الاتصال الاسلكية المستخدمة في VANET هي IEEE 802.11p [الإنجليزية], WAVE IEEE 1609, وايماكس والتي تجعل الاتصال أسهل وأكثر كفاءة بين المركبات وفق حركة ديناميكية.
هنالك اتجاه في مجال البحث هذه الأيام لجعل VANET تقوم بدور أفضل من خلال تجاوز بعض المحددات وإيجاد أفضل الحلول إضافة إلى إيجاد تطبيقات جديدة ودراسة مدى كفاءة هذه التطبيقات في بيئة VANET التي تعاني من مشاكل الحركة الدائمة للمركبات وانقطاع الاتصال بين هذه المركبات.